# Église Saint-Martin d'Arsonval
L'église Saint-Martin est une église située à Arsonval, en France.

## Localisation
L'église est située sur la commune d'Arsonval, dans le département français de l'Aube.

## Historique
L'édifice est inscrit au titre des monuments historiques en 1926.